# Kir (cocktail)
Il kir è un cocktail di tipo aperitivo, a base di vino bianco, generalmente alcolico al 16%. È un cocktail certificato dall'IBA. 

## Storia
Questo cocktail ha origini francesi e la leggenda narra che fu l'abate Kir di Digione a proporre questo cocktail agli ospiti, naturalmente usando del vino francese, un Aligotè di Borgogna. L'altro ingrediente è la Crème de cassis (chiamata anche Crema di cassis o Cassis de Dijon o Crème de cassis de Dijon), un liquore francese ottenuto dalla macerazione del ribes nero in alcol con l'aggiunta di sciroppo di zucchero.
Ha ottenuto l'A.O.C. (ovvero Appellation d’Origine Contrôlée) “Crème de Cassis de Bourgogne”. Deve avere una gradazione minima di 15° ed un contenuto di almeno 400 g di zucchero per litro. La produzione di questo liquore è consentita solo a Digione con ribes (la varietà migliore è il Nero di Borgogna) raccolti nella Côte-d'Or. Il ribes viene macerato in alcol per almeno tre mesi, con numerosi rimontaggi. Poi dalla spillatura si ottiene il jus vierge. Successivamente la massa del ribes viene ricoperta di alcol e acqua, spillando si ottiene il secondo succo detto recharge.
Si ripete l'operazione un'altra volta e si spilla un terzo succo detto lavasse. Ognuno di questi passaggi estrae una serie diversa di sostanze. Alla fine il ribes è pressato e distillato, l'alcol che si ricava servirà per macerare altro ribes. Il cassis di Dijon è ottenuto dalla miscela dei tre differenti succhi con aggiunta di acqua, zucchero e alcol puro. Il Cassis di Dijon si usa soprattutto negli aperitivi per il Kir ed il Kir Royal. Tuttavia può essere usato come digestivo con un terzo di cognac o grappa.

## Composizione
- 9/10 di Vino bianco
- 1/10 di crema di ribes nero (Crème de Cassis)

## Varianti
- Kir Royal - con Crémant
- Kir on the Skyy - con Vodka e lime squeeze in sostituzione del vino o dello Champagne.
- Kir Pétillant - con vino spumante
- Kir Imperial - con lampone in sostituzione del ribes, e Champagne. Rientrava nella classificazione dei cocktail IBA del 1987.
- Kir Normand - con sidro di Normandia in sostituzione del vino
- Kir Breton - con sidro bretone in sostituzione del vino
- Cidre Royal - con sidro e Calvados
- Kir Furlan - con Prosecco e Liquore al Sambuco

## Preparazione
Si prepara direttamente nella flûte, versando prima la Crème de Cassis e colmando con vino ben freddo. In alternativa si può usare un bicchiere a calice per vino.